# Висьмежиці
Висмежи́ці (пол. Wyśmierzyce) — місто в центральній Польщі, на річці Пілиця. Належить до Бялобжезького повіту Мазовецького воєводства.

## Демографія
Демографічна структура станом на 31 березня 2011 року:
|          | Загалом | Допрацездатний вік | Працездатний вік | Постпрацездатний вік |
| -------- | ------- | ------------------ | ---------------- | -------------------- |
| Чоловіки | 472     | 94                 | 346              | 32                   |
| Жінки    | 438     | 92                 | 265              | 81                   |
| Разом    | 910     | 186                | 611              | 113                  |